# Marcel Răducan
Marcel Răducan (n. 10 februarie 1967, satul Grinăuți-Moldova, raionul Ocnița) este un om politic din Republica Moldova, deputat moldovean în Legislatura 2005-2009 ales pe listele partidului Blocul electoral Moldova Democrată. Din 2009 până în februarie 2015 a exercitat funcția de ministru al dezvoltării regionale și construcțiilor. Din 30 noiembrie 2018 este Președinte al Consiliului Concurenței.

## Biografie
Marcel Răducan s-a născut la data de 10 februarie 1967, în satul Grinăuți-Moldova, raionul Ocnița. Este inginer-mecanic, director executive al întreprinderii cu capital străin “Avirom-Prod”. În martie 2005 a fost ales deputat în parlament din partea Blocului “Moldova Noastră”. Din 2005 până în 2009 a fost deputat în Parlamentul Republicii Moldova, membru al comisiei parlamentare pentru Agricultură și industria prelucrătoare și al Comisiei Agricultură și Industrie Alimentară, din partea Fracțiunii Partidului Democrat din Moldova.
Prin Decretul Președintelui Republicii Moldova nr. 4-V din 25 septembrie 2009 a fost numit în funcția de ministru al dezvoltării regionale și construcțiilor al Republicii Moldova. A fost în funcție până în decembrie 2014, în exercițiu – până la învestirea cabinetului Gaburici în februarie 2015.
În aprilie 2015 i s-a conferit „Ordinul de Onoare”.
Marcel Răducan este căsătorit cu Aurelia Răducan, de profesie medic și are doi băieți: Gicu și Călin.